# Rhododactyla
Rhododactyla là một chi bướm đêm thuộc họ Erebidae.